# Stanthorpe
Stanthorpe ist eine Stadt im Südosten des australischen Bundesstaates Queensland. Sie liegt in der Nähe der Grenze zu New South Wales, 223 km südwestlich von Brisbane und 56 km nördlich von Tenterfield. Stanthorpe befindet sich an den südwestlichen Ausläufern der McPherson Range auf 811 m Seehöhe. Das Gebiet um die Stadt wird Granitgürtel genannt. Bei der Volkszählung 2021 hatte die Stadt 4873 Einwohner.

## Geschichte
Stanthorpe wurde von Bergleuten gegründet. Ab 1872 kamen Einwanderer aus vielen Ländern in die Gegend, um Zinn abzubauen. Davor gab es dort nur große Weideflächen und einige wenige Prospektoren in Holzhütten. Damals hieß diese Gegend Quart Pot Creek. Eine private Siedlung namens Stannum gab es auf einer Seite der heutigen Hauptstraße. Nach der Entdeckung von Zinn und dem Wachstum der Siedlung durch Bergleute und neue Geschäfte suchten die Gründer einen passenderen Namen. So kam es zum Namen 'Stanthorpe', der die wesentlichen Aspekte der Siedlung umfasste. Die Gegend war für einige Zeit das größte alluviale Zinnabbaugebiet in Queensland. Stanthorpe bedeutet wörtlich 'Zinnstadt' (von stannum lat. für Zinn und thorp mittelengl. für Dorf oder Siedlung).

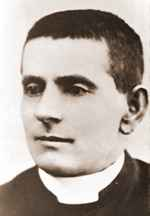
Pfarrer Jerome Davadi

Als die Preise für Zinn fielen, wendeten sich viele Bergleute der Landwirtschaft zu. Das subtropische Klima eignet sich sehr gut zum Anbau von Obst der gemäßigten Klimazonen und Gemüse. In den 1860er-Jahren wurde erstmals Wein angepflanzt. Besonders der örtliche, römisch-katholische Pfarrer Jerome Davadi förderte den Weinbau zur Erlangung von Messwein. Durch seine italienische Abstammung war er mit den Aufgaben des Weinbaus und der Weinkelterei vertraut. Mit der Zeit kamen viele Siedler aus Italien, und so wurde auch Wein für den privaten Gebrauch hergestellt.
Die Eisenbahn erreichte Stanthorpe im Mai 1881.
Das kühle Klima schätzte man seit Beginn des 19. Jahrhunderts als heilsam, insbesondere für Tuberkulosepatienten und andere Atemwegserkrankte. Nach dem Ersten Weltkrieg siedelten in Stanthorpe viele ehemalige Soldaten, die im Krieg Senfgas ausgesetzt waren. Viele dieser Siedler benannten das ihnen überlassene Land um Stanthorpe nach Schlachtfeldern des Ersten Weltkrieges.
Heute ist Stanthorpe besonders bei Leuten beliebt, die sich neu in Australien ansiedeln wollen, weil die Neuankömmlinge dort besonders willkommen sind.

## Klima
Wegen seiner Höhenlage besitzt Stanthorpe subtropisches Hochlandklima. Mit seinen 811 m Seehöhe hält die Stadt den Rekord der niedrigsten gemessenen Temperatur in Queensland (−10,6 °C am 23. Juni 1961). Im Winter gilt Stanthorpe als der kälteste Ort im Staat. Eisregen und leichte Schneefälle wurden schon beobachtet. Im Sommer kann es bis über 30 °C heiß werden.
|                       | Jan  | Feb  | Mär  | Apr  | Mai  | Jun  | Jul  | Aug  | Sep  | Okt  | Nov  | Dez  |   |      |
| Mittl. Tagesmax. (°C) | 27,4 | 26,5 | 24,9 | 22,1 | 18,4 | 15,5 | 14,8 | 16,3 | 19,5 | 22,6 | 25,2 | 27,0 | ⌀ | 21,7 |
| Mittl. Tagesmin. (°C) | 15,6 | 15,6 | 13,8 | 9,5  | 5,4  | 2,6  | 1,0  | 2,0  | 5,1  | 9,0  | 11,9 | 14,2 | ⌀ | 8,8  |
|                       |      |      |      |      |      |      |      |      |      |      |      |      |   |      |
| Niederschlag (mm)     | 97,0 | 85,5 | 65,5 | 42,5 | 46,8 | 46,9 | 49,1 | 42,6 | 52,1 | 69,8 | 75,2 | 94,0 | Σ | 767  |

| 15,6 |

| 15,6 |

| 13,8 |

| 9,5 |

| 5,4 |

| 2,6 |

| 1,0 |

| 2,0 |

| 5,1 |

| 9,0 |

| 11,9 |

| 14,2 |

| 15,6 |

| 15,6 |

| 13,8 |

| 9,5 |

| 5,4 |

| 2,6 |

| 1,0 |

| 2,0 |

| 5,1 |

| 9,0 |

| 11,9 |

| 14,2 |

## Wirtschaft
Der wichtigste Wirtschaftszweig in der Gegend ist die Landwirtschaft. Gemüse, Äpfel, Wein und Steinfrüchte werden angebaut. Auch Schaf- und Rinderzucht werden betrieben.

## Kultur

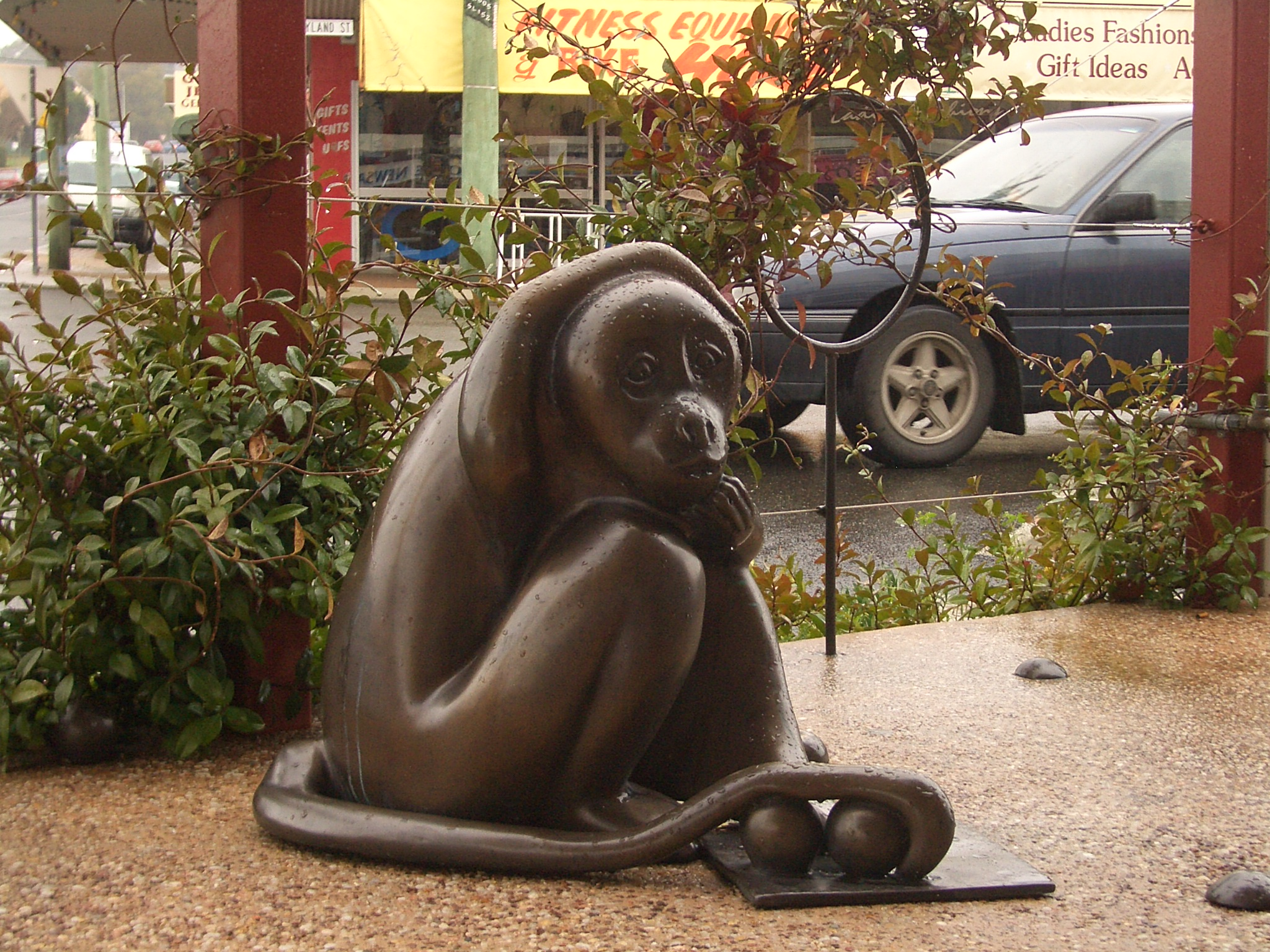
Der Bronzeaffe am Central Post Office Square in Stanthorpe

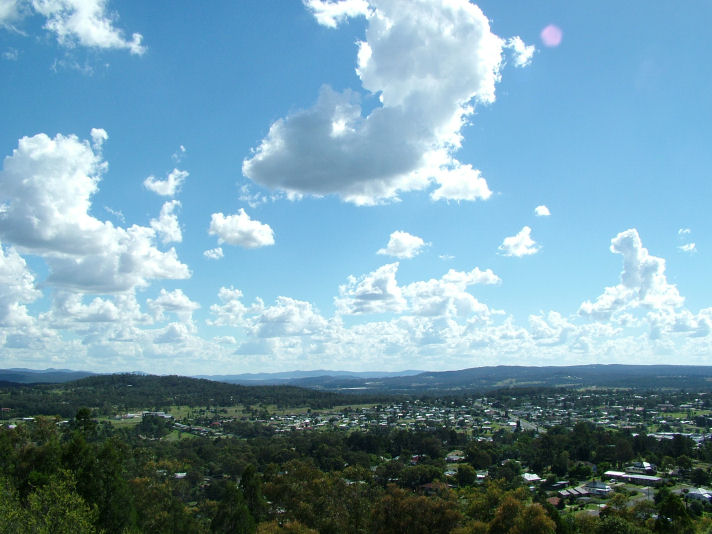
Südwestlicher Teil der Stadt vom Mount Martley Lookout

In Stanthorpe gibt es jedes Jahr mehrere Veranstaltungen, z. B.
- Primavera[5]
- die Australian Small Winemakers Show[6]
- das Apple and Grape Harvest Festival[7]
- die Australian Country Shows and Rodeos

## Medien
Rebel FM 97.1 war der erste private UKW-Radiosender in Stanthorpe. Er bietet eine Mischung aus neuer und klassischer Rockmusik. The Breeze sendet auf 90,1 MHz und bietet neue und klassische Hits. Beide Sender gehören zur Rebel Media Group. Der Sender CFM aus Toowoomba sendet auch in Stanthorpe auf 97,9 MHz und gehört zur australienweiten Southern Cross Media-Gruppe.
Der öffentlich-rechtliche Sender der Stadt heißt Ten FM und überträgt auf 98,7 MHz. Die städtische Radiostation strahlt lokales Programm aus und hat die größte Zuhörerschaft. Z.B. gibt es dort Italoz, ein wöchentliches, gemischtes Programm für Zuhörer mit italienischen Wurzeln.
Die Border Post ist die einzige Zeitung in der Gegend und berichtet über lokale Neuigkeiten und Ereignisse.

## Tourismus
Um Stanthorpe im Granitgürtel und dem Granithochland des südöstlichen Queensland und des angrenzenden nordöstlichen New South Wales gibt es viele Weingüter und Nationalparks, die gerne von Touristen besucht werden. Im Granitgürtel sind mehr als 50 Weingüter beheimatet; man findet dort viele Restaurants und Hotels. Südlich von Stanthorpe liegen die Nationalparks Girraween, Bald Rock, Sundown und Boonoo-Boonoo.
Wein und Tourismus sind wichtige Wirtschaftszweige der Stadt; die Gegend um Stanthorpe gilt als eigene Weinregion unter dem Namen Granite Belt Wine Country. Wanderungen sind bei Touristen sehr beliebt, und von November bis Mai gibt es einen großen Bedarf an Erntehelfern bei den Obst- und Gemüsebauern.
Der Storm-King-Stausee, 8 km südöstlich von Stanthorpe, gilt als gutes Fischwasser für Dorschbarsche (Maccullochella peelii), australische Goldbarsche (Macquaria ambigua) und australische Silberbarsche (Bidyanus bidyanus).

## Verkehr
Stanthorpe liegt am New England Highway (Nationalstraße 15) etwa auf halbem Wege zwischen Tenterfield und Warwick. Der Flugplatz Stanthorpe liegt einige Kilometer nordöstlich der Ortschaft.

## Bildung
Stanthorpe besitzt eine koedukative, katholische Schule, die St. Joseph’s School, die Klassen von der Vorschule bis zur 12. Jahrgangsstufe anbietet, drei staatliche Grundschulen (Vorschule bis 7. Jahrgangsstufe), die Stanthorpe State High School (8.–12. Jahrgangsstufe) und das Queensland College of Wine Tourism. Daneben gibt es eine Reihe staatlicher Grundschulen im Land um Stanthorpe.
Das College of Wine Tourism ist das erste Institut der Stadt, das einen Bachelor-Studiengang anbietet, es wurde 2007 eröffnet. Es arbeitet mit der Stanthorpe State High School zusammen, ebenso wie mit einer Reihe anderer weiterführender Schulen, die sich mit der Ausbildung von Nachwuchs für die Wirtschaftszweige Wein und Tourismus beschäftigen.

## Bekannte Einwohner
- John Alexius Bathersby (1936–2020), katholischer Erzbischof von Brisbane
- Ben Dark, Fernsehjournalist
- Greg Ritchie, Cricketspieler
- Jerome Davadi, katholischer Priester, der den Weinbau in der Region beförderte
- James Blundell, Country-Sänger
- Michael Hancock (* 1969), ehemaliger Rugbyspieler
- Jordan Atkins, Rugbyspieler
- Billy Moore, Rugbyspieler
- H. Rodney Withers (1932–2015), Radiologe und Onkologe